# Julián Lalinde
Julián Enrique Lalinde Rubio (Florida, Uruguay; 18 de diciembre de 1985) es un exfutbolista uruguayo. Jugaba como delantero y su último club fue Progreso de la Primera División de Uruguay.

## Trayectoria
Debutó con el Liverpool de Uruguay en el 2006 año que compartió camerino con Carlos Sánchez.
En la temporada 2008-2009 consigue un cupo para la Copa Libertadores 2011 junto al Liverpool.
Hizo parte de la nómina del América de Cali que debutaba en la Categoría Primera B en el año 2012 e hizo 12 goles entre copa y liga. Para el 2013 firma con Independiente Santa Fe por un año a préstamo con opción de compra. Llega al Deportivo Pasto en el segundo semestre del año 2013 para disputar el Torneo Finalización, convirtiéndose en uno de los jugadores más influyentes anotando 8 goles. Además de jugar en el torneo local, participó con el Pasto en la Copa Sudamericana 2013 siendo uno de los protagonistas que permitió llegar históricamente al equipo por primera vez hasta Octavos de finales. A mediados de noviembre del 2013 fue despedido por no presentarse a entrenar, en protesta por el no pago de su salario y bonificaciones. Esto sorprendió al jugador que tenía contrato hasta mitad de diciembre de 2013.

### Santa Fe
Para el primer semestre del 2013 fue fichado por el Independiente Santa Fe. Debutó el 13 de febrero del presente año frente a Equidad, correspondiente a Copa postobon durante 60 minutos. Tuvo una lesión de cerca de dos meses, luego vuelve a tener actividad otra vez por la copa postobon después de su lesión frente al Bogotá FC donde anotaría un gol, posteriormente en el clásico del 29 de junio entre Millonarios vs Independiente Santa Fe en el primer minuto del partido, Lalinde se deshace de la marca y logra ejecutar una palomita para así abrir el marcador a favor del conjunto cardenal. Fue fichado para el Deportivo Pasto como refuerzo para el segundo semestre de la Liga Postobon. Fue parte del equipo que alcanzó llegar a la semifinal de la Copa Libertadores 2013 siendo eliminados por el Olimpia de Paraguay.

### Deportivo Pasto
Luego de no tener mucho ritmo de juego (16 partidos jugados y solo 4 goles, 1 por liga y 3 por copa) fue cedido a préstamo al Deportivo Pasto para jugar la Liga Postobon 2013 - II, la segunda parte de la Copa Colombia y la Copa Sudamericana. Frente al Colo-Colo de Chile en la segunda fase del torneo continental anota los dos goles de su equipo en la victoria 0 a 2 frente al club "albo" que les permitió pasar a la siguiente fase. A pesar de su muy buen semestre en el Pasto (21 partidos, todos como titular, 10 goles) rescinde su contrato el 20 de noviembre de ese año, debido a la falta de pagos mensuales y bonificaciones, junto a los jugadores David González, Marlon Piedraita y Frank Pacheco. En este equipo también jugaría con el colombiano Yerry Mina.

### Independiente Santa Fe
Tuvo un paso fugaz por el club santafereño, realizó gran parte de la pretemporada (2 partidos amistosos) pero por problemas económicos del club tuvo que rescindir su contrato y no pudo debutar oficialmente.
Luego de su paso por China se fue a la Primera B (Argentina) para jugar por Ferro Carril Oeste
En el 2015 fue parte de Deportivo Quito equipo que a final de año descendió. Llegó y se fue junto a su compatriota Luis Maldonado. A mediados de año terminó jugando por Unión Comercio con el que disputó la Copa Sudamericana 2015 y el Campeonato Descentralizado 2015 quedando en el 8avo lugar sin poder alcanzar algún cupo a algún torneo internacional, jugó 14 partidos y le anotó un gol a Sport Huancayo.
En el 2018 firmó por Rampla Juniors, club que afrontará la Copa Sudamericana 2018.

## Clubes
| Club                    | País      | Año         |
| ----------------------- | --------- | ----------- |
| Liverpool F.C.          | Uruguay   | 2006 - 2010 |
| Rampla Juniors          | Uruguay   | 2011        |
| Liverpool F.C.          | Uruguay   | 2011        |
| América de Cali         | Colombia  | 2012        |
| Independiente Santa Fe  | Colombia  | 2013        |
| Deportivo Pasto         | Colombia  | 2013        |
| Beijing Baxy            | China     | 2014        |
| Ferro Carril Oeste      | Argentina | 2014        |
| Deportivo Quito         | Ecuador   | 2015        |
| Unión Comercio          | Perú      | 2015        |
| Deportivo Suchitepéquez | Guatemala | 2016        |
| Torque                  | Uruguay   | 2017        |
| Rampla Juniors          | Uruguay   | 2018        |
| Progreso                | Uruguay   | 2019        |

- Estadísticas

| Equipo                       | Temporada           | Liga     | Liga  | Copa Nacional | Copa Nacional | Copa Internacional | Copa Internacional | Total    | Total |
| Equipo                       | Temporada           | Partidos | Goles | Partidos      | Goles         | Partidos           | Goles              | Partidos | Goles |
| Liverpool · Uruguay          | 2005/06             | 3        | 0     | -             | -             | -                  | -                  | 3        | 0     |
| Liverpool · Uruguay          | 2006/07             | 3        | 0     | -             | -             | -                  | -                  | 3        | 0     |
| Liverpool · Uruguay          | 2007/08             | 2        | 0     | -             | -             | -                  | -                  | 2        | 0     |
| Liverpool · Uruguay          | 2008/09             | 13       | 4     | -             | -             | -                  | -                  | 13       | 4     |
| Liverpool · Uruguay          | 2009/10             | 16       | 6     | 6             | 4             | 1                  | 0                  | 23       | 10    |
| Liverpool · Uruguay          | Total               | 37       | 10    | 6             | 4             | 1                  | 0                  | 44       | 14    |
| Rampla Juniors · Uruguay     | 2010/11             | 11       | 4     | -             | -             | -                  | -                  | 11       | 4     |
| Rampla Juniors · Uruguay     | Total               | 11       | 4     | -             | -             | -                  | -                  | 11       | 4     |
| Liverpool · Uruguay          | 2010/11             | 12       | 1     | -             | -             | -                  | -                  | 12       | 1     |
| Liverpool · Uruguay          | 2011/12             | 11       | 1     | -             | -             | -                  | -                  | 11       | 1     |
| Liverpool · Uruguay          | Total               | 23       | 2     | -             | -             | -                  | -                  | 23       | 2     |
| América de Cali · Colombia   | 2012                | 36       | 13    | 7             | 3             | -                  | -                  | 43       | 12    |
| América de Cali · Colombia   | Total               | 36       | 13    | 7             | 3             | -                  | -                  | 43       | 12    |
| Santa Fe · Colombia          | 2013                | 8        | 1     | 7             | 3             | 1                  | 0                  | 16       | 4     |
| Santa Fe · Colombia          | Total               | 8        | 1     | 7             | 3             | 1                  | 0                  | 16       | 4     |
| Deportivo Pasto · Colombia   | 2013                | 15       | 8     | -             | -             | 6                  | 2                  | 21       | 10    |
| Deportivo Pasto · Colombia   | Total               | 15       | 8     | -             | -             | 6                  | 2                  | 21       | 10    |
| Beijing Baxy China           | 2014                | 0        | 0     | 0             | 0             | -                  | -                  | 0        | 0     |
| Beijing Baxy China           | Total               | 0        | 0     | 0             | 0             | -                  | -                  | 0        | 0     |
| Ferro Carril Oeste Argentina | 2014                | 12       | 2     | 0             | 0             | -                  | -                  | 12       | 2     |
| Ferro Carril Oeste Argentina | Total               | 12       | 2     | 0             | 0             | -                  | -                  | 12       | 2     |
| Deportivo Quito · Ecuador    | 2015                | 16       | 2     | 0             | 0             | -                  | -                  | 16       | 2     |
| Deportivo Quito · Ecuador    | Total               | 16       | 2     | 0             | 0             | -                  | -                  | 16       | 2     |
| Unión Comercio · Perú        | 2015                | 15       | 1     | 0             | 0             | -                  | -                  | 15       | 1     |
| Unión Comercio · Perú        | Total               | 15       | 1     | 0             | 0             | -                  | -                  | 15       | 1     |
| Total en su carrera          | Total en su carrera | 173      | 43    | 20            | 10            | 8                  | 2                  | 201      | 51    |

(*) En la Copa Nacional incluye Liguilla Pre-Libertadores y Promoción.

## Palmarés

### Campeonatos nacionales
| Título                                  | Club                 | País     | Año  |
| --------------------------------------- | -------------------- | -------- | ---- |
| Primera B (Apertura)                    | América de Cali      | Colombia | 2012 |
| Superliga de Colombia                   | Santa Fe             | Colombia | 2013 |
| Segunda División Profesional de Uruguay | Club Atlético Torque | Uruguay  | 2017 |